# Nippon Professional Baseball 2024
La stagione 2024 della Nippon Professional Baseball (NPB) è iniziata il 29 marzo ed è terminata il 9 ottobre 2024.
Le Japan Series sono state vinte per la terza volta nella loro storia dagli Yokohama DeNA BayStars, che si sono imposti sui Fukuoka SoftBank Hawks per 4 partite a 2.

## Regular season

### Central League
| Squadra                | Partite | Vittorie | Sconfitte | Pareggi | Perc. | GB   |
| ---------------------- | ------- | -------- | --------- | ------- | ----- | ---- |
| Yomiuri Giants         | 143     | 77       | 59        | 7       | .566  | —    |
| Hanshin Tigers         | 143     | 74       | 63        | 6       | .540  | 3.5  |
| Yokohama DeNA BayStars | 143     | 71       | 69        | 3       | .507  | 8.0  |
| Hiroshima Toyo Carp    | 143     | 68       | 70        | 5       | .493  | 10.0 |
| Tokyo Yakult Swallows  | 143     | 62       | 77        | 4       | .446  | 16.5 |
| Chunichi Dragons       | 143     | 60       | 75        | 8       | .444  | 16.5 |

### Pacific League
| Squadra                      | Partite | Vittorie | Sconfitte | Pareggi | Perc. | GB   |
| ---------------------------- | ------- | -------- | --------- | ------- | ----- | ---- |
| Fukuoka SoftBank Hawks       | 143     | 91       | 49        | 3       | .650  | —    |
| Hokkaido Nippon-Ham Fighters | 143     | 75       | 60        | 8       | .556  | 13.5 |
| Chiba Lotte Marines          | 143     | 71       | 66        | 6       | .518  | 18.5 |
| Tohoku Rakuten Golden Eagles | 143     | 67       | 72        | 4       | .482  | 23.5 |
| Orix Buffaloes               | 143     | 63       | 77        | 3       | .450  | 28.0 |
| Saitama Seibu Lions          | 143     | 49       | 91        | 3       | .350  | 42.0 |

|  | 1º della regular season e qualificato alle finali delle Climax Series |
|  | Qualificati alle semifinali delle Climax Series                       |

## Post season
|  | Climax Series - semifinali | Climax Series - semifinali   | Climax Series - semifinali |                              |                        | Climax Series - finali | Climax Series - finali | Climax Series - finali |  |  | Japan Series | Japan Series | Japan Series |  |
|  |                            |                              |                            |                              |                        |                        |                        |                        |  |  |              |              |              |  |
|  |                            |                              |                            |                              |                        | C1                     | Yomiuri Giants         | 3                      |  |  |              |              |              |  |
|  |                            |                              |                            |                              |                        | C1                     | Yomiuri Giants         | 3                      |  |  |              |              |              |  |
|  |                            |                              |                            | Yokohama DeNA BayStars       | 4                      |                        |                        |                        |  |  |              |              |              |  |
|  | C2                         | Hanshin Tigers               | 0                          | Yokohama DeNA BayStars       | 4                      |                        |                        |                        |  |  |              |              |              |  |
|  | C2                         | Hanshin Tigers               | 0                          |                              |                        |                        |                        |                        |  |  |              |              |              |  |
|  | C3                         | Yokohama DeNA BayStars       | 2                          |                              |                        |                        |                        |                        |  |  |              |              |              |  |
|  | C3                         | Yokohama DeNA BayStars       | 2                          |                              | Yokohama DeNA BayStars | Yokohama DeNA BayStars | 4                      |                        |  |  |              |              |              |  |
|  |                            |                              |                            |                              |                        |                        |                        |                        |  |  |              |              |              |  |
|  |                            |                              | Fukuoka SoftBank Hawks     | Fukuoka SoftBank Hawks       | 2                      |                        |                        |                        |  |  |              |              |              |  |
|  |                            |                              |                            | Fukuoka SoftBank Hawks       | 2                      |                        |                        |                        |  |  |              |              |              |  |
|  |                            |                              |                            |                              |                        |                        |                        |                        |  |  |              |              |              |  |
|  |                            |                              |                            |                              |                        |                        |                        |                        |  |  |              |              |              |  |
|  |                            | P1                           | Fukuoka SoftBank Hawks     | 4                            |                        |                        |                        |                        |  |  |              |              |              |  |
|  |                            |                              |                            | 4                            |                        |                        |                        |                        |  |  |              |              |              |  |
|  |                            |                              |                            | Hokkaido Nippon-Ham Fighters | 0                      |                        |                        |                        |  |  |              |              |              |  |
|  | P2                         | Hokkaido Nippon-Ham Fighters | 2                          | Hokkaido Nippon-Ham Fighters | 0                      |                        |                        |                        |  |  |              |              |              |  |
|  | P2                         | Hokkaido Nippon-Ham Fighters | 2                          |                              |                        |                        |                        |                        |  |  |              |              |              |  |
|  | P3                         | Chiba Lotte Marines          | 1                          |                              |                        |                        |                        |                        |  |  |              |              |              |  |

## Campioni
| Japan Series 2024 Yokohama DeNA BayStars terzo titolo |

## Premi
- Miglior giocatore della stagione

|    | Giocatore | Squadra |
| -- | --------- | ------- |
| CL |           |         |
| PL |           |         |

- Rookie dell'anno

|    | Giocatore | Squadra |
| -- | --------- | ------- |
| CL |           |         |
| PL |           |         |

- Miglior giocatore delle Japan Series

| Giocatore         | Squadra                |
| ----------------- | ---------------------- |
| Masayuki Kuwahara | Yokohama DeNA BayStars |